# Tachina melaleuca
Tachina melaleuca là một loài ruồi trong họ Tachinidae.